# Magnolia, Mississippi
Magnolia är administrativ huvudort i Pike County i Mississippi. Vid 2010 års folkräkning hade Magnolia 2 420 invånare.